# Марцано (Лоди)
Марцано је насеље у Италији у округу Лоди, региону Ломбардија.
Према процени из 2011. у насељу је живело 339 становника. Насеље се налази на надморској висини од 95 м.